# Liga Nacional de Hockey Hielo 2023-24
La Liga Nacional de Hockey sobre Hielo 2023-24, conocida por motivos de patrocinio como Liga Nacional de Hockey Hielo Loterías, fue la 53.ª edición de la liga española de hockey sobre hielo, máxima categoría a nivel nacional, donde compiten ocho equipos. La liga sigue un formato de todos contra todos para un total de dieciocho jornadas y los cuatro primeros clasificados disputan un playoff para decidir el campeón.

## Equipos
| Equipo                        | Localidad        | Estadio                           | Capacidad |
| ----------------------------- | ---------------- | --------------------------------- | --------- |
| Club Hielo Jaca               | Jaca             | Pabellón de Hielo de Jaca         | 2000      |
| Club Hockey Hielo Txuri Urdin | San Sebastián    | Palacio del Hielo Txuri Urdin     | 800       |
| Club Gel Puigcerdà            | Puigcerdá        | Club Poliesportiu Puigcerdà       | 1450      |
| Fútbol Club Barcelona         | Barcelona        | Palau de Gel                      | 1256      |
| Kosner CH Huarte              | Pamplona         | Palacio de Hielo de Huarte        | 500       |
| Milenio Panthers              | Logroño          | Centro Deportivo Municipal Lobete | 624       |
| SH Majadahonda                | Majadahonda      | Pista de hielo La Nevera          | 250       |
| Ice Hockey Club Porto         | Oporto, Portugal | Sin estadio (juega de visitante)  | n/a       |

## Clasificación

### Fase regular
|                                                                              | Equipo                        | Pts. | J  | G  | PGP | P  | PPP | GF  | GC | DG  |
| ---------------------------------------------------------------------------- | ----------------------------- | ---- | -- | -- | --- | -- | --- | --- | -- | --- |
| 1                                                                            | CH Jaca                       | 36   | 14 | 12 | 0   | 2  | 84  | 31  | 36 | -5  |
| 2                                                                            | SH Majadahonda                | 30   | 14 | 10 | 0   | 4  | 71  | 36  | 30 | 6   |
| 3                                                                            | Fútbol Club Barcelona         | 29   | 14 | 10 | 0   | 4  | 57  | 51  | 29 | 22  |
| 4                                                                            | Club Hockey Hielo Txuri Urdin | 25   | 14 | 8  | 0   | 6  | 64  | 31  | 25 | 6   |
| 5                                                                            | Ice Hockey Club Porto         | 21   | 14 | 7  | 0   | 7  | 58  | 65  | 21 | 44  |
| 6                                                                            | Club Gel Puigcerdà            | 18   | 14 | 6  | 0   | 8  | 72  | 66  | 18 | 48  |
| 7                                                                            | Kosner CH Huarte              | 7    | 14 | 2  | 0   | 12 | 22  | 69  | 7  | 62  |
| 8                                                                            | Milenio Panthers              | 2    | 14 | 1  | 0   | 13 | 30  | 109 | 2  | 107 |
| Fuente: Liga Nacional de Hockey Hielo (Flashscore); actualización automática |                               |      |    |    |     |    |     |     |    |     |

### Playoffs
El ganador se decide mediante un playoff en el que participan los cuatro primeros clasificados:
|  | Semifinales                   | Semifinales                   | Semifinales  |              |         | Final   | Final | Final |  |
|  |                               |                               |              |              |         |         |       |       |  |
|  |                               |                               |              |              |         |         |       |       |  |
|  | CH Jaca                       | CH Jaca                       | 3            |              |         |         |       |       |  |
|  | CH Jaca                       | CH Jaca                       | 3            |              |         |         |       |       |  |
|  | Club Hockey Hielo Txuri Urdin | Club Hockey Hielo Txuri Urdin | 1            |              |         |         |       |       |  |
|  | Club Hockey Hielo Txuri Urdin | Club Hockey Hielo Txuri Urdin | 1            |              | CH Jaca | CH Jaca | 3     |       |  |
|  |                               |                               |              |              | CH Jaca | CH Jaca | 3     |       |  |
|  |                               |                               | SH Majahonda | SH Majahonda | 2       |         |       |       |  |
|  | SH Majahonda                  | SH Majahonda                  | SH Majahonda | SH Majahonda | 2       | 3       |       |       |  |
|  | SH Majahonda                  | SH Majahonda                  |              |              |         | 3       |       |       |  |
|  | Fútbol Club Barcelona         | Fútbol Club Barcelona         | 1            |              |         |         |       |       |  |
|  | Fútbol Club Barcelona         | Fútbol Club Barcelona         | 1            |              |         |         |       |       |  |
|  |                               |                               |              |              |         |         |       |       |  |